# Hornsherred
Hornsherred is een schiereiland tussen de Roskildefjord en de Isefjord op het eiland Seeland van Denemarken.
Het schiereiland valt onder de uitgebreide gemeente Frederikssund en het omvat Jægerspris en Skibby. Het is verbonden met de plaats Frederikssund via de Kronprins Frederikbrug, die in 1935 werd gebouwd. Het gebied wordt steeds populairder bij toeristen, met faciliteiten voor wandelen, fietsen en zeilen. 
Op het schiereiland liggen een aantal attracties, zoals het Jægerspris slot, het Færgegård Museum en de wandel- en fietspaden. Bij Jægerspris ligt een jachthaven. Daarnaast zijn er op het schiereiland een aantal begraafplaatsen uit de steentijd en bij Skibby staat een kerk met fresco's uit de middeleeuwen.

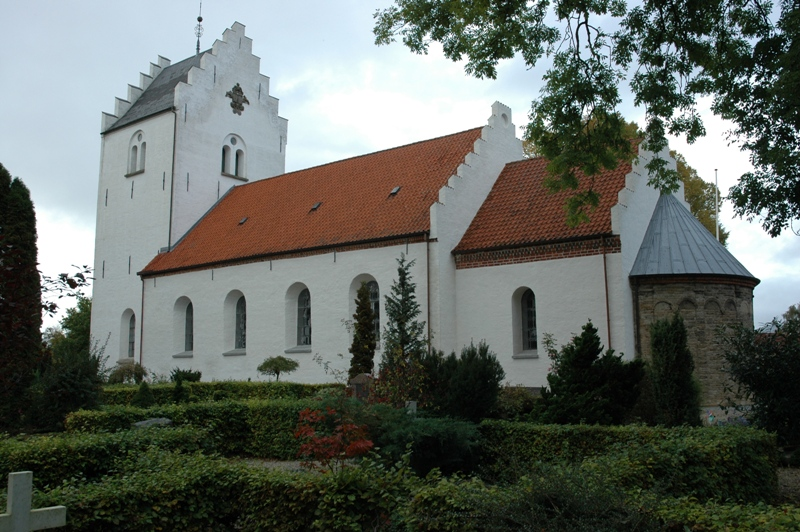
De kerk van Skibby
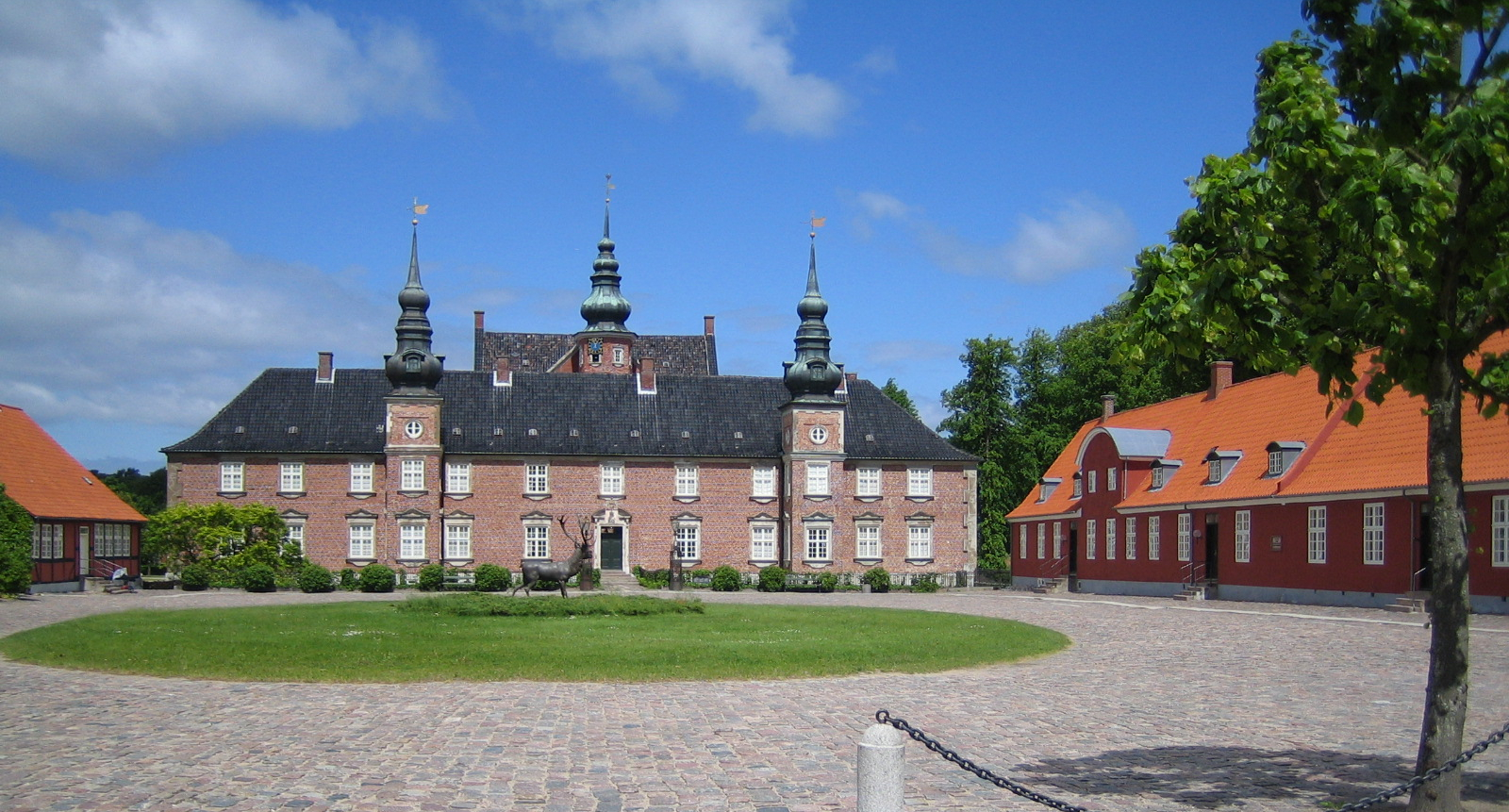
Jægerpris slot